# Овсянко, Николай Леонидович
Николай Леонидович Овсянко (бел. Мікалай Леанідавіч Аўсянка; 11 сентября 1977, Минск, Белорусская ССР, СССР) — белорусский дипломат.

## Биография
Родился 11 сентября в Минске. В 1999 году окончил Белорусский государственный университет.
Свою трудовую деятельность начал после окончания ВУЗа. С 1999 года работает на разных должностях Министерства иностранных дел Беларуси. С 1999 по 2002 — второй секретарь, первый секретарь управления информации. В 2002 году стал работать в посольстве Беларуси в США в должности второго секретаря. В США Николай проработал до 2005 года, после чего был назначен первым секретарем, советником управления международной безопасности и контроля над вооружениями МИДа Беларуси. С 2009 по 2014 года работал советником Постоянного представительства Республики Беларусь при ООН. С 2014 по 2016 года — старший советник управления международной безопасности и контроля над вооружениями МИДа Беларуси. С 2018 по 2019 — начальник отдела международной безопасности и контроля над вооружениями главного управления многосторонней дипломатии МИДа Беларуси.
12 сентября 2019 указом Президента Республики Беларусь Александра Лукашенко Николай Овсянко был присвоен дипломатический ранг Чрезвычайного и Полномочного Посланника второго класса. Этим же указом он был назначен Чрезвычайным и Полномочным Послом Республики Беларусь в Республике Эквадор и по совместительству в Республике Колумбия, Республике Никарагуа и Республике Панама. 21 февраля 2019 года вручил верительную грамоту Президенту Эквадора Морено Ленину.
21 марта 2022 года освобождён от должности посла Беларуси в Никарагуа по совместительству, а 30 мая 2023 года — от должности посла Беларуси в Колумбии и по совместительству в Панаме и Эквадоре.
Помимо родного языка владеет английским и испанским языками.

## Личная жизнь
Женат, имеет дочь и сына.